# Fieliksowa
Fieliksowa (biał. Феліксова; ros. Феликсово, Fieliksowo) – osiedle na Białorusi, w obwodzie mińskim, w rejonie dzierżyńskim, w sielsowiecie Putczyna, nad Usą.